# Catopuma
Catopuma is een geslacht van de familie der Felidae of katachtigen. De twee soorten uit dit geslacht - de Aziatische goudkat (Catopuma temminckii) en de Borneogoudkat (Catopuma badia) - zijn middelgrote katachtigen die leven in de regenwouden van Azië. DNA-onderzoek heeft uitgewezen dat dit geslacht wellicht samengevoegd moet worden met het geslacht Pardofelis. Later onderzoek heeft echter de status als apart geslacht bevestigd.

Fylogenetische stamboom van het geslacht Catopuma
|  | Marmerkat (Pardofelis marmorata)                                                                            |
|  | |
|  | \| \| Aziatische goudkat (Catopuma temminckii) \| \| \| \| \| \| Borneogoudkat (Catopuma badia) \| \| \| \| |
|  | |
|  | Aziatische goudkat (Catopuma temminckii)                                                                    |
|  | |
|  | Borneogoudkat (Catopuma badia)                                                                              |
|  | |

|  | Aziatische goudkat (Catopuma temminckii) |
|  |                                          |
|  | Borneogoudkat (Catopuma badia)           |
|  |                                          |